# Culladia miria
Culladia miria là một loài bướm đêm trong họ Crambidae.